# 阿拉皮拉卡
阿拉皮拉卡是位于巴西东部阿拉戈斯州的一座城市。它建于1924年，距离该州首府马塞约1,356公里。其人口204,006（2010年），面积356.181平方公里。巴西地理和统计研究所估计2013年7月1日的人口数为227,640人。
阿拉皮拉卡以烟草而闻名，被称为“巴西烟草之都”。它离州府128千米。

## 历史
从19世纪初开始阿拉皮拉卡地区有人居住。1924年10月30日它被提升为城市，此前它只是一个区。从1970年代开始这个地区开辟大规模的烟草庄园。

## 市政府
当任女市长的任期从2013年至2016年，她是巴西工党党员。

## 体育
当地足球俱乐部于2010年赛季参加巴西足球乙级联赛。